# Большая Бугурусланка
Большая Бугурусланка (Бугурусланка) — река в России, правый приток Мочегая. Протекает в Оренбургской области, недалеко от границы с Самарской областью. Устье реки находится в 11 км по правому берегу реки Мочегай. Длина реки составляет 58 км, площадь водосборного бассейна — 564 км².
В 24 км от устья в окрестностях села Аксаково, по правому берегу впадает река Кармалка. В 12 км от устья, по правому берегу реки впадает река Малая Бугурусланка
Уженье рыбы в селе Ново-Аксаково описано С. Т. Аксаковым в автобиографическом произведении «Детские годы Багрова-внука».

## Данные водного реестра
По данным государственного водного реестра России относится к Нижневолжскому бассейновому округу, водохозяйственный участок реки — Большой Кинель. Речной бассейн реки — Волга от верхнего Куйбышевского водохранилища до впадения в Каспий.
Код объекта в государственном водном реестре — 11010000812112100007961.